# Alyssia Brewer
Alyssia D. Brewer (ur. 2 lipca 1990 w Tulsie) – amerykańska koszykarka grająca na pozycji środkowej.
W 2013 roku odbyła obóz szkoleniowy z zespołem  Los Angeles Sparks.
W sezonie 2014/2015 zawodniczka polskiego klubu Tauron Basket Ligi Kobiet – KSSSE AZS PWSZ Gorzów Wielkopolski.

## Osiągnięcia
Na podstawie, o ile nie zaznaczono inaczej.
NCAA
- Uczestniczka rozgrywek:
  - Elite Eight turnieju NCAA (2011)
  - Sweet Sixteen turnieju NCAA (2010)
- Mistrzyni:
  - turnieju konferencji Southeastern (SEC – 2010, 2011)
  - sezonu zasadniczego SEC (2010, 2011)
- MVP turnieju:
  - SEC (2010)
  - St. John's Holiday Classic (2012)
- Najlepsza rezerwowa SEC (2010)

Drużynowe
- Zdobywczyni pucharu Węgier (2016)[6]
- Uczestniczka rozgrywek Eurocup (2015/16)

Indywidualne
- Uczestniczka meczu gwiazd PLKK (2015)[7]
- Liderka strzelczyń PLKK (2015)
- Najlepsza skrzydłowa II ligi tureckiej TKBL (2014)[1]
- Zaliczona do (przez eurobasket.com):
  - I składu:
    - II ligi tureckiej (2014)[1]
    - ligi węgierskiej (2016)[6]
    - zawodniczek zagranicznych:
      - II ligi tureckiej (2014)[1]
      - ligi węgierskiej (2016)[6]

  - składu BLK Honorable Mention (2015)[1]